# Hebe Camargo
Hebe Maria Camargo (8 martie 1929 - 29 septembrie 2012), a fost o cântăreață și actriță braziliană.